# Slaget ved Karbala
Slaget ved Karbala fandt sted den 10. muharram år 61 hidjra (den 9. eller 10. oktober år 680 e.kr.) i byen Karbala i dagens Irak. På den ene side var tilhængere og slægtninge til profeten Muhammads barnebarn Hussein ibn Ali, som kæmpede mod en svær militær udstationering sendt af ukendte grupper. Flere Shia beretninger påstår at Ummayyadekongen Yazid ibn Muawiya skulle have sendt sit militær for at slå Hussein ihjel, mens Sunni beretninger påstår at Hussein blev forrådt af sit eget folk. Der findes meget få beviser eller svage beviser på at Yazid skulle have været bagmanden bag Imam Husseins død.
Hussein ibn Alis gruppe bestod af 72 fremtrædende medlemmer af Muhammads nære slægtninge. Hussein og nogle medlemmer af hans gruppe var ledsaget af deres familie, hvor også børn og kvinder var med. Denne gruppe stod overfor en hær på 30.000 mand . De to grupper mødtes i en ørkenregion placeret ved siden af en af grenene af Eufrat-floden tæt på byen Kufa. Kampområdet blev kaldt Karbala, hvor en by senere voksede op omkring kamppladsen. Den 10 dage lange kamp resulterede i et militær nederlag for Hussein ibn Alis gruppe. Næsten alle hans mænd døde under kampen, ligeledes var skæbnen for 35 børn, 5 ældre, 1 spæd og en del kvinder. De resterende og efterladte blev taget til fange af hæren, som ligeledes led store tab, dog er det præcise tal ukendt.
Slaget ved Karbala er en af de mest betydningsfulde kampe i historien for muslimer. Denne kamp havde også væsentlig indvirkning på dannelsen af efterfølgende revolutioner mod Umayyade-dynastiet.
Mindet om Slaget ved Karbala bliver holdt hvert år over hele verden i måneden muharram, ikke mindst af shiamuslimerne, som ”dagen hvor islam blev genoplivet”. Dette hænger sammen med, at slaget dannede stor morale hos resten af den muslimske verden. Selv hos fjenden var de enkelte soldater meget i tvivl omkring deres moralske tilhørsforhold, da de blev beordret til at dræbe den sidste familie af deres egen profet.

## Baggrund
Det ummayyadiske dynasti startede oprindeligt med Imam Ali ibn Abi Talibs drab, hvor den daværende guvernør i Damaskus, Muawiyah ibn Abi Sufyan tog magten og gjorde Damaskus til hovedstad for Det Islamiske Imperium.
I mellemtiden var der andre planer i Medina, hvor Imam Hassan, imam Alis ældste søn, skulle være den retmæssige næste kalif, og som var den, muslimernes flertal afgav deres troskabsløfter til og fuldendte Bay’ah (troskabsløftes) formaliteten.
For at undgå borgerkrig mellem Muawiyas hær og Imam Hassans tilhængere, gik Imam Hassan med til en fredsaftale på nogle betingelser. Et af dem var, at Muawiyas søn, Yazid, ikke måtte arve tronen efter ham, hvilket det så endte med, at han alligevel gjorde.
Da dette skete, havde Muawiya inden sin død gjort det af med Imam Hassan, og derved overtog hans bror, Imam Hussein lederskabet. Yazid, som nu var ved magten i Damaskus og havde størstedelen af den islamiske rige under sig, var ikke længe om at erklære Imam Hussein krig.

## Kalifatet bliver til monarki?
Muawiya forsøgte at sikre, at hans søn, Yazid, ville blive udpeget som den næste kalif. Det var teknisk set en afvigelse fra de generelle islamiske normer. Muawiya krævede at alle hans tilhængere skulle sværge troskab til Yazid før hans død. Ved at gøre dette, erklærede han, at han havde tilsidesat princippet om shura. Men han gjorde intet mere end det, Abu Bakr gjorde, da han udnævnte Umar Ibn al-Khattab, på trods af protesterne fra sahaba, som den næste Kalif. Selvfølgelig var Umar ikke søn af Abu Bakr.
Imam Hassan blev ligeledes udnævnt som den næste kalif af sin far Ali, selvom Al Hassan selv fik størstedelen af den muslimske befolknings bifald, hvad det angik. Altså blev kalifferne dengang valgt i kraft af deres personlighed, religiøsitet og fromhed.
Imam Hassans formål med betingelsen om, at Yazid ikke skulle arve tronen efter sin fader, var ligeledes også at undgå dynastier og monarki. Imam Hassan var selv barnebarn af profeten Muhammad, og derved mente han og hans tilhængere, at profeten selv valgte hvem der skulle være den kommende kalif efter ham, efter anvisning fra Gud. Disse mennesker, som tror på, at Imam Ali blev valgt af profeten som kalif, og som selv derefter valgte Imam Hassan som kalif efter hans død, udgør i dag shiamuslimerne.
Efter Umayyadde dynastiet, som var et monarkisk styre, blev der flere gange i løbet af den islamiske ekspansion oprettet nye dynastier, herunder Abbasiderne, Fatimiderne, Ayyubiderne, Almoraviderne og sågar også Umayyiderne igen i Cordoba i 756. Alle disse var monarkiske dynastier, hvor tronen ved arv gik videre til sønnen eller til den nærmeste i familien, hvis ikke kongen selv havde en søn.
Selvom det i praksis var konger, der regerede i de områder, så kaldte man alligevel kongen for kalif. I nogle sammenhænge blev andre titler eller tilnavne givet, så som: Amir almu’minin, Mawla eller bare Malik eller sultan.
Imam Hussein valgte at tage imod krigserklæringen fra Yazid uden yderligere fredsforhandlinger netop for at forhindre monarkiet i at vokse yderligere i den islamiske stat, hvilket resulterede i en efterfølgelse af ham og alle hans tilhængere.

## Forhistorie
Efter Yazids overtagelse af Kalifatet begyndte en forfølgelse af tilhængerne af Imam Hassan, der nu (efter Hassans død) gav baya’a (troskabsløfte) til Hassans bror, Imam Hussein.
Hussein og hans tilhænger blev nødt til i en årrække at flytte fra by til by, for at undgå forfølgerne. Især bevægede han sig mellem byerne Mekka og Medina, mens han søgte en by, der kunne beskytte ham og samtidig tage kampen op mod Yazid. I andre byer havde størstedelen af befolkningerne givet uofficielle baya’a til Hussein, dog blev de holdt dæmpede af de stærke guvernører, som Yazid og Muawiya i sin tid havde placeret i de forskellige byer.
Der var dog en enkelt by, hvor befolkningen samt det øvrige råd, bestående af velsete og velhavende sheiker og mænd fra byen, turde sende ud til Hussein om, at de var villige til at støtte ham. Byen hed Kufa og er beliggende i det nuværende Irak syd for Bagdad.
Hussein sendte sin fætter Muslim ibna Aqeel ud til byen for at sikre sig, at de virkelige var villige til at huse ham og hans familie og slægtninge, samt at støtte ham i sin kamp mod Yazid. Da Muslim nåede Kufa, stillede folk sig i kø, for officielt at give Hussein baya’a. Muslim havde taget sine to små sønner med, for at symbolisere at han kom med fred.
Da Muslim så Kufanernes vilje til at støtte Hussein, sendte han et brev til ham, hvor han fortalte, at tiden var kommet til, at Hussein kunne samle sine nærmeste og komme til denne by, for menneskene her var ivrige efter at møde Profet Muhammeds barnebarn.
Hussein samlede derpå sin familie og nærmeste venner og deres familie og drog af sted til Kufa. De var i alt 72 mænd, kvinder og børn. På vejen derned kom der endnu en besked fra Muslim, hvor der stod, at Kufa har fået en ny guvernør og at de har i sinde at forråde ham, når han når frem med sine 72 ledsagere. På det tidspunkt var Hussein og hans gruppe nået til et sted kaldt Karbala og der slog de lejr og ventede på at møde Kufanernes hær.

## Forræderiet i Kufa
Den daværende guvernør af Kufa, Noman bin Bashir, var en anelse tøvende mht. sit standpunkt overfor Husseins tilhængere i Kufa. Eftersom at det var Muawiya, Yazids far, der dengang havde ansat ham som guvernør, følte Noman, at han var nødsaget til, at støtte Yazid i hans bekæmpelse af Profetens familie, for ikke selv at miste sin plads, som guvernør. Dog var Noman ret svag og turde ikke slå ned på Husseins tilhængere i Kufa, da de var blevet for mange. Denne svaghed hos Kufas overhoved var den egentlige grund til, at Kufanerne turde give Hussein deres troskabsløfte i modsætning til andre byer.
Yazids spioner i Kufa lagde mærke til Nomans svaghed og derfor blev der skrevet breve til Yazid i Damaskus om at han måtte sende en ny dertil og således handlede Yazid også.
Yazid sendte sin fætter Ubayd-Allah ibn Ziyad til Kufa, for at overtage guvernørposten. Ibn Ziyad var et frygtet ansigt blandt muslimerne og var især kendt for sin strenge ubarmhjertighed. Yazid satte ham straks ind i sagerne og beordrede ham drage til Kufa for at gøre det nødvendige. Ibn Ziyad vidste nu, hvordan han skulle trænge ind og overtage Kufa.
I Kufa spredte rygterne sig om Imam Husseins snarlige ankomst og de ventede ham derfor også med åbne arme, da de så en mand klædt i Profetens grønne farver ride ind i byen med en flok andre ryttere bag sig. Da manden i grønt nåede guvernørens palads og derefter satte sig på dennes trone, da trak vedkommende det grønne tørklæde af sit ansigt. Det var Ibna Ziyad, der havde klædt sig som Hussein og nu trængt ind i byen og bestod tronen. Derefter var der ingen Kufaner, der turde sige Ibna Ziyad imod. Ej heller turde storrådet at sige ham imod.
Det første Ibn Ziyad brugte sin guvernørpost til, var at beordre Muslim ibn Aqeel og hans to sønner dræbt. Efter et flugtforsøg af Muslim og hans to børn, blev de fanget hver for sig af kufanerne og henrettet.

## Slagets gang
Ibn Ziyad sendte en hær ledt af Omar ibn Sa’ad mod Husseins gruppe for at dræbe den. Omar var en god ven af Hussein i deres barndom, men han blev lovet en guvernørpost af Yazid, hvis han fuldførte sin opgave. Derpå førte han hæren ud i de irakiske områder, for at finde Husseins gruppe.
Ved årsskiftet, den 1. Muharram år 61 (år 685 e.kr.) ifølge den islamiske kalender, fandt de dem ved Karbala ved floden Eufrat. Omar lod sin hær blokere for floden, så Husseins tilhængere ikke kunne få mere vand. Derfra begyndte et langt slag, der først sluttede 10 dage senere.
Husseins 72 ledsagere, heriblandt kvinder og børn stod mod en hær på 30.000 mand. Sådan et slag vil ikke kunne udvikle sig til andet end en massakre, hvilket det også gjorde. Grunden til, at det varede så længe for Omars hær at overvinde fjenden var, at Hussein rettede gang på gang talen mod fjendens hær, for at overtale dem, til at vende om og lade hans familie og venner være i fred.
Hæren bestod af kufaner, der tidligere havde givet troskabsløfte til Hussein. Nu havde de forrådt deres troskabsløfte og stod for at dræbe ham. Dette var for meget for enkelte fra Omars hær og under kampen sluttede disse enkelte soldater sig til Husseins gruppe.
Da Omar ibn Sa’ad så hvor svag hans hær blev, lod han pilene regne over Husseins lejr og snart fik hæren mod til at gå til angreb. Hussein havde mobiliseret sin hær således, at der kunne opstå så mange enmandsdueller, som muligt. Dette holdt også et godt stykke tid, da moralen i fjendens lejr ikke var stor og kampene kun blev kæmpet halvhjertet. Samtidig havde Hussein nogle mænd, der var kendt for at være de stærkeste på daværende tidspunkt. Heriblandt Abbas ibn Ali og den forhenværende slave John. 
Efterhånden løb Husseins lejr tør for vand og Hussein bad fjenden om enten at åbne vejen til Eufrat eller skænke sine børn vand. Ved synet af de små børn, som var i familie med profeten Muhammad, blev Omars hær endnu mere urolig. Omar beordrede da, at sætte en stopper for dette og derved blev en del børn dræbt, heriblandt Husseins lille spædbarn, Ali Asghar.
Derfra begyndte massakrerne på resten af Husseins lejr, som endte med mændenes drab og kvindernes tilfangetagelse sammen med børnene. Der var sønderrevne lemmer efter Husseins venner og flere kvinder trak i krigsklæderne for at gøre hvad de kunne. Kun Zain Ul Aabadeen, en af Husseins sønner, der var for syg og som blev holdt tilbage af kvinderne, deltog ikke i kampen.
Hussein endte selv med en masse sår og pile, der gennemborede hans krop. Men det endelige dødelige slag, var der ingen der turde give ham. Man var bange for, at drabet vil hænge på ens slægt og der dermed kunne opstå hævn mellem deres og Husseins slægt. Til sidst var det Shimr Ibn Thil Jawshan, en søn af en fattig gedehyrde, der satte sig på Hussein og begyndte at skære hans hoved af med en dolk, for at bringe det til Ubayd-Allah ibn Ziyad.

## Shia synspunkt
Slaget ved Karbala endte på en dato som alment blev kaldt ashura af muslimerne. Dette navn har shiamuslimerne associeret med hændelsen ved Karbala på samme dato og derved har det lagt navn til deres årlige ceremonier for opretholdelsen af mindet om Slaget ved Karbala.
Shiamuslimerne mener, at massakren på profetens familie ikke bør glemmes og derfor holder de årlige sørge-ceremonier, som starter hvert nytår (ifølge islamiske kalender) den 1. muharram og varer 50 dage frem. De første 10 dage bruges på at genfortælle Slaget ved Karbala dag for dag i mindste detalje. Her får hvert medlem af Husseins gruppe, der måtte lade livet under massakren, fortalt sin historie fuldt ud. Samtidig begynder de shiamuslimske lyttere at græde. og lave andre ritualer.

Hvert år under muharram strømmer millionvis af muslimer fra hovedsageligt Irak og Iran i store optog til byen Karbala, for at samles ved Imam Hussein moskeen. Her bliver der givet baya’a (troskabsløfte) til Hussein og dennes efterkommer (Imam Al Mahdi).
Fra de forskellige byer i Irak drager millionvis af folk til fods i optog til byen Karbala. Dette er blevet brugt af terrorister de seneste år, som skydeskive for deres aktioner. I muharram/januar 2009 var der over 7,5 millioner pilgrimme i Karbala.
Shiamuslimerne har ikke altid haft deres frihed til at holde disse ceremonier på samme måde. Især i Irak har der været regimer, der har forbudt det. Under Saddam Husseins regime, blev alle disse ceremonier afholdt i hemmelighed i frygt for Baathisterne. Samme situation har shiamuslimerne været ude for under andre regimer i løbet af historien.

## Sunni synspunkt
Den generelle sunnimuslimske holdning er, at disse ceremonier, som shiamuslimerne holder til minde, ikke er islamisk lovlige. Det bliver kritiseret, at shiamuslimerne samarbejder med fjender (USA i Irak) for at arrangere disse ceremonier. Samtidig mener de, at de fjendtlige magter bruger disse ceremonier som redskab mod det islamiske folkefærd.
Sunnimuslimer mener, at Hussein drog af sted for at bekæmpe en fyrste (Yazid), der havde brudt reglerne for en islamisk kalifa. Altså gjorde Hussein et forsøg på det, som var muslimernes pligt, nemlig at fjerne magten fra en kalif, hvis denne brød sig mod sharialoven.
De mener derfor, at det er forkert af shiamuslimerne at råbe om friheder i forbindelse med Slaget ved Karbala, da Hussein kun udførte sin pligt, i modstrid med resten af den islamiske befolkning dengang. De mener derfor, at når Gandhi, eksempelvis, bruger Husseins sag til at fremme sin egen, så er det udelukkende på grund af, at shia har forbundet ashura med friheder og så videre.

## Ikke-muslimsk synspunkt
Ikke-muslimer i Irak, som er tæt knyttet til det shiamuslimske flertal mener, at Husseins historie er universel og at enhver bør lærer af ham.[kilde mangler] De mener at han handlede frit ved at sige nej til undertrykkelse og ikke bøje sig for Yazid, selvom han vidste, at han vil blive massakreret.[kilde mangler] Derfor holder mange irakiske kristne og sabier samme arrangementer og ceremonier som shiamuslimerne eller også deltager de i deres.
Ikke-arabiske ikke-muslimer har også kommenteret på Slaget ved Karbala. Heriblandt fremtrædende historikere og politiske ledere såsom Mahatma Gandhi,[kilde mangler] Edward Gibbon, Charles Dickens[kilde mangler] og Thomas Carlyle.[kilde mangler]

## Ashura i København
Ashura bliver afholdt i København i diverse shiamuslimske moskeer, hvor iranske og persiske indvandrere deler moskeerne med arabere (hovedsageligt irakere). Her bliver historierne fra Slaget fortalt hvert år på de respektive sprog. Derefter begynder gråden. Der kan også forekomme rollespil og små optog, der illustrere enkelte episoder under selve slaget. Alt dette kulminerer med et stort optog, hvor tusinder fra alle nationaliteter deltager. Dette optog bliver kaldt De Fries Optog og starter fra Nørreport Station, hvor muslimerne samles og går med ophøjede faner, råben og slåen på brystet til de forskellige moskéer. Under disse optog bliver der også delt foldere og cd’er med film ud til danskerne på vejen. Enhver kan deltage i disse optog.